# Tollegno
Tollegno – miejscowość i gmina we Włoszech, w regionie Piemont, w prowincji Biella.
Według danych na styczeń 2009 gminę zamieszkiwało 2669 osób przy gęstości zaludnienia 785 os./1 km².